# Sandro Wagner
Sandro Wagner (München, 1987. november 29. –) korábbi német válogatott labdarúgó, edző.

## Pályafutása

### Klubcsapatban

#### Bayern München

##### Fiatal évei
Három évesen került a Hertha München csapatához. Nyolc évesen már a Bayern München akadémiájának volt tagja, végigjárta a korosztályos csapatokat. 2006. május 27-én az Eintracht Trier ellen debütált a második csapatban a negyedosztályban.
Október 20-án megszerezte első bajnoki gólját a Stuttgarter Kickers ellen, a 70. percben Louis Ngwat-Mahop cseréjeként lépett pályára és a 85. percben kialakította az 1–1-s végeredményt. December 8-án a második gólját sikerült a TSG 1899 Hoffenheim ellen megszereznie, a 43. percben góljával egyenlített és a 84. percben Kai Hesse gólja után cserélte le edzője. 44 mérkőzésen lépett pályára a tartalékok között és ezegen sikerült két gólt szereznie.

##### A felnőttek között
Wagner a Bayernben első tétmérkőzésen szerzett gólját a VfB Stuttgartnak lőtte egy 2007-es előszezonban rendezett Ligakupa-mérkőzésen, ez egy hatcsapatos torna volt a Bundesliga első négy helyezettjével, a DFB-kupa és a Bundesliga 2 győztesével. Wagner kezdett a találkozón, a beteg Miroslav Klose helyettese volt. Ő készítette elő a meccs első gólját Franck Ribérynek, majd maga is lőtt egyet. 2007. augusztus 11-én mutatkozott be a Bundesligában a Hansa Rostock ellen a 87. percben Klose cseréjeként. Két héttel később a hannover 96 ellen Luca Toni sérülése miatt a 31. percben becserélte Ottmar Hitzfeld vezetőedző.

#### MSV Duisburg
2008. június 10-én Wagner az MSV Duisburgba igazolt a Bundesliga 2-be. Augusztus 10-én a német kupában a Bergedorf 85 ellen mutatkozott be tétmérkőzésen és két gólt, valamint egy gólpasszt jegyzett. A bajnokságban nyolc nappal később mutatkozott be, a Hansa Rostock ellen góllal. Október 19-én duplázott az Ingolstadt ellen 6–1-re megnyert találkozón. 2009 áprilisa és májusa között hat mérkőzésen négy gólt szerzett. A TuS Koblenz és a Greuther Fürth ellen 1-1 gólt, míg az 1. FC Kaiserslautern ellen duplázott. Első szezonjában alapembere lett klubjának és 32 tétmérkőzésen 9 gólt szerzett.
A 2009–2010-es szezonban a kupában lépett először pályára tétmérkőzésen a Rot-Weiß Erfurt ellen. A bajnokságban az FSV Frankfurt ellen két gólt szerzett, amivel csapata 2–1-re nyert a találkozón. Az Energie Cottbus, a St. Pauli és a Fortuna Düsseldorf elleni következő három bajnoki mérkőzésen is egyaránt 1-1 gólt szerzett. Ezt követően még két bajnokin lépett pályára, majd sérülés miatt kihagyta a szezon további mérkőzésit.

#### Werder Bremen

##### Második csapatban
2010. január 31-én az SV Werder Bremen játékosa lett, 2014. június 30-ig írt alá. A következő hónapokban sérülés miatt nem léphetett pályára. Április 7-én a második csapatban mutatkozott be a Eintracht Braunschweig ellen 3–0-ra elvesztett mérkőzésen, az első félidőben kapott lehetőséget, majd Lennart Thy váltotta őt. Három nappal később a Wuppertaler SV ellen megszerezte első gólját a harmadosztályú bajnoki mérkőzésen. Április 20-án a Jahn Regensburg ellen, míg öt nappal később az SV Sandhausen ellen szerzett 1–1 gólt. A szezont 7 mérkőzésen 3 gólt szerezve fejezte be.
Következő idény során az első csapat tagja volt, de így is két mérkőzésen pályára lépett a tartalékok között. 2011. január 25-én a Rot Weiss Ahlen ellen 3–1-re megnyert mérkőzésen a 80. percben Florian Trinks passzából szerzett gólt. A 2011–2012-es szezonban az SpVgg Unterhaching, a Carl Zeiss Jena és a Babelsberg 03 ellen szerzett 1–1 gólt 9 mérkőzés alatt.

##### Első csapatban
A 2010–2011-es szezonban az 1. fordulóban a TSG 1899 Hoffenheim ellen 4–1-re elvesztett mérkőzésen a 73. percben debütált az első csapatban Tim Borowski cseréjeként. Augusztus 24-én a Sampdoria ellen a bajnokok ligája selejtezőjében is bemutatkozott. Október 26-án 5 percet kapott a német kupában a Bayern München ellen Thomas Schaaf vezetőedzőtől. 2011. március 6-án szerezte meg első gólját az SC Freiburg ellen idegenben 3–1-re megnyert bajnoki mérkőzésen. Hat nappal később ismét eredményes tudott lenni, a Borussia Mönchengladbach kapuját vette be. március 19-én duplázott az 1. FC Nürnberg elleni találkozón. A 30. fordulóban a Schalke 04 ellen szerezte meg a szezonbeli utolsó gólját. 23 bajnoki találkozón 5 gólt szerzett. Az ezt követő szezonban 7 bajnoki és egy kupa találkozón lépett pályára, de ezeken gólt nem szerzett.

##### Kölcsönben a Kaiserslautern-nél
2012. január 19-én kikölcsönözték az 1. FC Kaiserslauternnek. január 28-án mutatkozott be az FC Augsburg ellen kezdőként és a 11. percben sárga lapot kapott. A fél szezon alatt 11 első osztályú bajnoki mérkőzésen lépett pályára. A szezon befejeztével visszatért a Werder Bremenhez, de ott sem maradt sokáig.

#### Hertha BSC
2012. július 12-én lett a Hertha BSC játékosa két évre, a 800 000 eurós piaci értékéhez képest elenyésző 250 000 eurót fizetett érte a klub. Augusztus 3-án debütált a klub színeiben a másodosztályban a Paderborn ellen, a 65. percben váltotta Peter Niemeyert. Augusztus 19-én a kupában a Wormatia Worms ellen eredményes volt a 2–1-re elvesztett mérkőzésen. Öt nappal később első gólját szerezte meg a bajnokságban a Jahn Regensburg elleni 2–1-re megnyert találkozón. A következő fordulóban az 1. FC Union Berlin ellen a 30. percben volt eredményes. Október 1-jén az MSV Duisburg ellen gólt és gólpasszt jegyzett, a találkozó 2–2-s döntetlennel ért végett. 2013. február 3-án ismét gólt tudott szerezni a Jahn Regensburg csapata ellen. Április 17-én a tartalék csapatban kapott lehetőséget és góllal vette ki részét a csapata 3–1-es győzelméből az Optik Rathenow ellen. Április 28-án az első csapatban megszerezte a FC St. Pauli ellen szezonbeli 5. gólját és bajnokként jutottak fel az élvonalba.
A következő szezonban a 2. fordulóban lépett először pályára az 1. FC Nürnberg ellen. 2014. február 22-én a VfB Stuttgart ellen szerezte meg a szezonbeli első gólját. Április 13-án a Bayer 04 Leverkusen ellen a második gólját lőtte a szezonban. A 2014–2015-ös szezonban 15 bajnoki és egy kupa mérkőzésen lépett pályára, de ezeken gólt nem szerzett.

#### Darmstadt
2015. augusztus 8-án aláírt a Darmstadt együtteséhez, amely a másodosztály ezüstérmeseként jutott fel az élvonalba. Két évre szóló szerződést írt alá. Egy héttel később debütált a Hannover 96 ellen 2–2-re végződő bajnoki találkozón, a 87. percben váltotta Dominik Stroh-Engelt. Szeptember 22-én a Werder Bremen ellen szerezte meg első két gólját, amellyel 21-re nyertek. Október 17-én az FC Augsburg ellen tudott ismét eredményes lenni. Tíz nappal később a Hannover 96 elleni kupa találkozón gólt és gólpasszt jegyzett. A következő gólját december 22-én ünnepelhette a Borussia Mönchengladbach ellen a bajnokságban, de így is 3–2-re kikaptak. 2016. január 23-án a Hannover otthonában, 2–1-re nyertek a góljaival.
Február 13-án hazai pályán a 28. percben góljával csapata vezetést szerzett, de 2–1-re kikaptak a Bayer 04 Leverkusen ellen. Egy héttel később a Bayern München ellen először viselhette a csapatkapitányi karszalagot és a 3–1-re elvesztett mérkőzésen csapata egyetlen gólját szerezte. Február 27-én a Werder Bremen stadionjában 2–2-s döntetlent értek el, a 44. percben értékesítette a tizenegyesét. Március 12-én a WWK Arénában a 40. percben volt eredményes az FC Augsburg ellen. Egy hét elteltével a VfL Wolfsburg csapata ellen szerzett egy gólt, amivel 1–1-re végződött a találkozó. A VfB Stuttgart ellen ismét döntetlent értek el, a 26. percben az első gólt szerezte meg a 2–2-re végződő bajnoki találkozón. Április 16-án az FC Ingolstadt 04 elleni hazai mérkőzésen 2–0-ra nyertek és az első gólt szerző Konstantin Rauschnak gólpasszt adott, majd a második találatot maga szerezte meg. A 33. fordulóban két sárga lapot szerzett a Hertha BSC ellen ezért kiállították, de még a 83. percben az első figyelmeztetése előtt sikerült egy gólt szereznie. Csapatával a 14. helyen végeztek a bajnokságban, ő maga pedig a góllövőlista 6. helyén holtversenyben Claudio Pizarro és Salomon Kalou társaságában.

#### TSG 1899 Hoffenheim
Augusztus 21-én a német kupában lépett először pályára tétmérkőzésen, a Germania Egestorf/Langreder ellen és gólt is szerzett. A bajnokságban egy héttel később debütált az RB Leipzig ellen 2–2-re végződő találkozón. A következő fordulóban az 1. FSV Mainz 05 ellen megszerezte első bajnoki gólját. Október 1-jén az Ingolstadt ellen a 11. percben a mérkőzés első gólját szerezte meg a 2–-re idegenben megnyert mérkőzésen, majd a 69. percben Szalai Ádám váltotta őt. A következő bajnoki mérkőzésen az SC Freiburg ellen ismét eredményes volt. A Bayer 04 Leverkusen csapata ellen gólt és gólpasszt is jegyzett. November 20-án a Hamburger SV ellen közvetlenül az első félidő vége előtt egyenlített, majd a mérkőzés 2–2-s döntetlennel ért végett. December 3-án az 1. FC Köln elleni 4–0-s siker alkalmával kétszer is eredményes volt, így a 12. meccsén már a 7. találatát jegyezte. Tizenhárom nappal később a Borussia Dortmund ellen a 20. percben gólt fejelt. A következő fordulóban a Werder Bremen ellen hazai pályán a 26. percben megszerezte a találkozó első gólját.
A téli szünetet követően a Hoffenheim Wagner és Andrej Kramaric találatával nyert az Augsburg otthonában. Ez időben a kínai Tiencsin Csüancsien 25 millió euróért akarta megvásárolni és évi 10 millió eurós fizetést kínált, de ezt visszautasította. Március 18-án a Hoffenheim a 62. percben Wagner góljával előnybe került, amit meg is tartott a lefújásig, így 1–0-ra győzött a Leverkusen ellen. A szezon során több gólt nem szerzett, így 31 bajnokin 11 gólt szerzett, valamint 4 gólpasszt is jegyzett a bajnokságban.
A 2017–18-as szezon első gólját az angol Liverpool elleni visszavágón a bajnokok ligája rájátszásában szerezte, a 79. percben bólintott be a kapuba a labdát egy bal oldali Kramaric-beadást követően. A következő gólját az Európa-liga csoportkörében a portugál SC Braga ellen jegyezte. Szeptember 17-én már a 6. percben gólt fejelt korábbi klubjának a Hertha BSC csapatának, a mérkőzés végül 1–1-s döntetlennel ért véget. Három nappal később az 1. FSV Mainz 05 ellen a 45. percben volt eredményes. November 5-én a Köln együttese ellen duplázott, a mérkőzést 3–0-ra nyerték meg. A következő időszakban Achilles-ín-sérüléssel bajlódott, közben a Bayern München is érdeklődött iránta.

#### Visszatérés a Bayernbe
2017. december 21-én a Bayern München bejelentette, hogy 2018. január 1-től hivatalosan a klub labdarúgója, szerződése 2020-ig szól. Január 12-én a Bayer 04 Leverkusen ellen debütált második alkalommal a bajnokságban, a 3–1-re megnyert idegenbeli találkozón a 79. percben váltotta Franck Ribéryt. Wagner rekordot állított fel, mivel 3785 nap után játszott ismét bajnokit a münchenieknél, ennél nagyobb szünet még nem volt a csapat történetében. Január 27-én előző klubja ellen a 90. percben állította be az 5–2-es végeredeményt. Február 17-én a VfL Wolfsburg vendégeként kezdőként lépett pályára és a 64. percben Arjen Robben beadásából a hálóba fejelt, a mérkőzést végül 2–1-re nyerték meg. Március 14-én a török Beşiktaş elleni bajnokok ligája visszavágón a 84. percben egy ellentámadást követően mellel, közvetlen közelről talált be az üres kapuba. Négy nappal később a bajnokságban az RB Leipzig ellen 2–1-re elvesztett mérkőzésen csapata egyetlen gólját szerezte. A 12. percben James Rodríguez beadására érkezett üresen és Gulácsi mellett a kapuba bólintott. Április 7-én szöglet után fejelt a bal alsó sarokba kialakítva a 4–1-es végeredményt az Augsburg ellen, valamint ezzel a győzelemmel behozhatatlan előnyre tett szert csapata és elhódította a bajnoki címet. Egy héttel később hazai pályán a Borussia Mönchengladbach ellen duplázott az 5–1-re megnyert bajnoki mérkőzésen. Első gólját a 37. percben szerezte, amikor Niklas Süle ugratta ki Thomas Müllert, aki azonnal középre gurított, a középen érkező Wagner pedig egy méterről az üres kapuba gurított. Négy perccel később Müller ballal emelte be a labdát a kapu elé, amit Wagner fejelt a kapu irányába, Yann Sommer hibázott és gól lett a fejesből. Április 28-án az Eintracht Frankfurt ellen hazai pályán 4–1-re megnyert bajnoki mérkőzésen gólt és gólpasszt jegyzett.

### A válogatottban
Dieter Eilts U21-es szövetségi kapitány először 20 évesen és 9 hónaposan adta meg a lehetőséget Wagnernek. Ekkor az izraeliek ellen játszottak, 22 perccel a találkozó vége előtt állt be Rouwen Hennings cseréjeként. Az Elitset követő Horst Hrubesch is többször lehetőséget adott neki. Két gólt szerzett Svédországban a 2009-es U21-es labdarúgó-Európa-bajnokság döntőjében, 4–0-ra győzték le Angliát.
2017. június 6-án mutatkozott be a német labdarúgó-válogatottban a dán labdarúgó-válogatott ellen 1–1-s döntetlennel végződő találkozón, a 67. percben váltotta őt Julian Brandt. Négy nappal később a san Marinó-i labdarúgó-válogatott elleni 2018-as labdarúgó-világbajnokság-selejtező mérkőzésén mesterhármast szerzett a 7–0-s német győzelemmel záruló találkozón. Wagner ezzel a Hoffenheim történetének első játékosa, aki gólt tudott szerezni a német válogatottban. Bekerült a 2017-es konföderációs kupára utazó keretbe. A tornán a csoport első mérkőzésén az ausztrál labdarúgó-válogatott ellen lépett pályára kezdőként, majd az 57. percben Timo Werner váltotta. A tornát aranyérmesként fejezték be, miután a döntőben Lars Stindl góljával 1–0-ra nyertek.
Október 5-én az északír válogatott elleni 2018-as selejtező mérkőzésen 17 méterről lőtt gólt, a német válogatott 3–1-es győzelemmel biztosította be csoport elsőségét. Három nappal később ismét eredményes tudott lenni, az azeri labdarúgó-válogatott ellen 5–1-re megnyert selejtező mérkőzésen. Egy beívelést az 54. percben fejelt közelről kapuba, ez volt az ötödik válogatott gólja az ötödik mérkőzésén.
2018. május 17-én, miután az Oroszországba a 2018-as világbajnokságra utazó keret nem nevezte Joachim Löw, lemondta a válogatottságot, mivel csalódott.

### Edzősködés
2021 márciusában az SpVgg Unterhaching ifjúsági csapatának új vezetőedzőjeként jelentették be. Június 25-én az első csapat vezetőedzőjének nevezték ki, július 1-től lépett hivatalos munkába. 2023. május 6-án az Unterhaching megnyerte a Regionalliga Bayern bajnokságot, majd lemondott.
2023 júniusában Hannes Wolf segédedzője lett a német U20-as válogatottnál. Szeptember 10-én őt és Wolfot is kinevezték a német felnőtt válogatott segédedzőinek Rudi Völler mellett. Julian Nagelsmann irányítása idején is maradt a válogatottnál.
2025. május 28-án kinevezték az Augsburg új vezetőedzőjévé, 2028-ig szóló szerződést írt alá.

## Statisztikák

### Klub
2018. április 28. szerint.
| Klubteljesítmény  | Klubteljesítmény | Klubteljesítmény     | Bajnokság | Bajnokság | Kupa  | Kupa | Európa | Európa | Egyéb | Egyéb | Összesen | Összesen | F               |
| Klub              | Bajnokság        | Szezon               | Meccs     | Gól       | Meccs | Gól  | Meccs  | Gól    | Meccs | Gól   | Meccs    | Gól      | F               |
| ----------------- | ---------------- | -------------------- | --------- | --------- | ----- | ---- | ------ | ------ | ----- | ----- | -------- | -------- | --------------- |
| Bayern München II | 2005–06          | Regionalliga Süd     | 1         | 0         | —     | —    | —      | —      | —     | —     | 1        | 0        | [ 120 ]         |
| Bayern München II | 2006–07          | Regionalliga Süd     | 30        | 2         | —     | —    | —      | —      | —     | —     | 30       | 2        | [ 121 ]         |
| Bayern München II | 2007–08          | Regionalliga Süd     | 13        | 0         | —     | —    | —      | —      | —     | —     | 13       | 0        | [ 122 ]         |
| Bayern München II | Összesen         | Összesen             | 44        | 2         | —     | —    | —      | —      | —     | —     | 44       | 2        | —               |
| Bayern München    | 2007–08          | Bundesliga           | 4         | 0         | 0     | 0    | 1      | 0      | 3     | 1     | 8        | 1        | [ 122 ] [ 123 ] |
| Duisburg          | 2008–09          | 2. Bundesliga        | 30        | 7         | 2     | 2    | —      | —      | —     | —     | 32       | 9        | [ 124 ]         |
| Duisburg          | 2009–10          | 2. Bundesliga        | 6         | 5         | 1     | 0    | —      | —      | —     | —     | 7        | 5        | [ 125 ]         |
| Duisburg          | Összesen         | Összesen             | 36        | 12        | 3     | 2    | —      | —      | —     | —     | 39       | 14       | —               |
| Werder Bremen II  | 2009–10          | 3. Liga              | 7         | 3         | —     | —    | —      | —      | —     | —     | 7        | 3        | [ 125 ]         |
| Werder Bremen II  | 2010–11          | 3. Liga              | 2         | 1         | —     | —    | —      | —      | —     | —     | 2        | 1        | [ 126 ]         |
| Werder Bremen II  | 2011–12          | 3. Liga              | 9         | 3         | —     | —    | —      | —      | —     | —     | 9        | 3        | [ 127 ]         |
| Werder Bremen II  | Összesen         | Összesen             | 18        | 7         | —     | —    | —      | —      | —     | —     | 18       | 7        | —               |
| Werder Bremen     | 2010–11          | Bundesliga           | 23        | 5         | 1     | 0    | 4      | 0      | —     | —     | 28       | 5        | [ 126 ]         |
| Werder Bremen     | 2011–12          | Bundesliga           | 7         | 0         | 1     | 0    | —      | —      | —     | —     | 8        | 0        | [ 127 ]         |
| Werder Bremen     | Összesen         | Összesen             | 30        | 5         | 2     | 0    | 4      | 0      | —     | —     | 36       | 5        | —               |
| Kaiserslautern    | 2011–12          | Bundesliga           | 11        | 0         | 0     | 0    | —      | —      | —     | —     | 11       | 0        | [ 127 ]         |
| Hertha BSC II     | 2012–13          | Regionalliga Nordost | 1         | 1         | —     | —    | —      | —      | —     | —     | 1        | 1        | [ 128 ]         |
| Hertha BSC II     | 2013–14          | Regionalliga Nordost | 1         | 0         | —     | —    | —      | —      | —     | —     | 1        | 0        | [ 129 ]         |
| Hertha BSC II     | 2014–15          | Regionalliga Nordost | 1         | 0         | —     | —    | —      | —      | —     | —     | 1        | 0        | [ 130 ]         |
| Hertha BSC II     | Összesen         | Összesen             | 3         | 1         | —     | —    | —      | —      | —     | —     | 3        | 1        | —               |
| Hertha BSC        | 2012–13          | 2. Bundesliga        | 31        | 5         | 1     | 1    | —      | —      | —     | —     | 32       | 6        | [ 128 ]         |
| Hertha BSC        | 2013–14          | Bundesliga           | 25        | 2         | 2     | 0    | —      | —      | —     | —     | 27       | 2        | [ 129 ]         |
| Hertha BSC        | 2014–15          | Bundesliga           | 15        | 0         | 1     | 0    | —      | —      | —     | —     | 16       | 0        | [ 130 ]         |
| Hertha BSC        | Összesen         | Összesen             | 71        | 7         | 4     | 1    | —      | —      | —     | —     | 75       | 8        | —               |
| Darmstadt         | 2015–16          | Bundesliga           | 32        | 14        | 2     | 1    | —      | —      | —     | —     | 34       | 15       | [ 131 ]         |
| 1899 Hoffenheim   | 2016–17          | Bundesliga           | 31        | 11        | 2     | 1    | —      | —      | —     | —     | 33       | 12       | [ 132 ]         |
| 1899 Hoffenheim   | 2017–18          | Bundesliga           | 9         | 4         | 1     | 0    | 5      | 2      | —     | —     | 15       | 6        | [ 133 ]         |
| 1899 Hoffenheim   | Összesen         | Összesen             | 40        | 15        | 3     | 1    | 5      | 2      | —     | —     | 48       | 18       | —               |
| Bayern München    | 2017–18          | Bundesliga           | 12        | 8         | 0     | 0    | 2      | 1      | —     | —     | 14       | 9        | [ 134 ]         |
| Karrier összesen  | Karrier összesen | Karrier összesen     | 296       | 69        | 14    | 5    | 12     | 3      | 3     | 1     | 325      | 78       | —               |

### A válogatottban
2018. március 27. szerint.
| Válogatott  | Szezon   | Mérkőzés | Gól |
| ----------- | -------- | -------- | --- |
| Németország | 2017     | 7        | 5   |
| Németország | 2018     | 1        | 0   |
| Összesen    | Összesen | 8        | 5   |

### Góljai a válogatottban

#### Németország U21
|   | Időpont           | Helyszín                               | Ellenfél         | Gólok | Eredmény | Kiírás                                    |
| - | ----------------- | -------------------------------------- | ---------------- | ----- | -------- | ----------------------------------------- |
| 1 | 2009. február 10. | Turner's Cross, Cork, Írország         | Írország         | 1–0   | 1–1      | Barátságos mérkőzés                       |
| 2 | 2009. március 31. | Benteler-Arena, Paderborn, Németország | Fehéroroszország | 1–0   | 1–1      | Barátságos mérkőzés                       |
| 3 | 2009. június 29.  | Malmö New Stadion, Malmö, Svédország   | Anglia           | 3–0   | 4–0      | 2009-es U21-es labdarúgó-Európa-bajnokság |
| 4 | 2009. június 29.  | Malmö New Stadion, Malmö, Svédország   | Anglia           | 4–0   | 4–0      | 2009-es U21-es labdarúgó-Európa-bajnokság |

#### Németország
2017. november 14. szerint.
|   | Időpont          | Helyszín                                          | Ellenfél       | Gólok | Eredmény | Kiírás                                     |
| - | ---------------- | ------------------------------------------------- | -------------- | ----- | -------- | ------------------------------------------ |
| 1 | 2017. június 11. | Max-Morlock-Stadion, Nürnberg, Németország        | San Marino     | 2–0   | 7–0      | 2018-as labdarúgó-világbajnokság-selejtező |
| 2 | 2017. június 11. | Max-Morlock-Stadion, Nürnberg, Németország        | San Marino     | 3–0   | 7–0      | 2018-as labdarúgó-világbajnokság-selejtező |
| 3 | 2017. június 11. | Max-Morlock-Stadion, Nürnberg, Németország        | San Marino     | 7–0   | 7–0      | 2018-as labdarúgó-világbajnokság-selejtező |
| 4 | 2017. október 5. | Windsor Park, Belfast, Észak-Írország             | Észak-Írország | 2–0   | 3–1      | 2018-as labdarúgó-világbajnokság-selejtező |
| 5 | 2017. október 8, | Fritz Walter Stadion, Kaiserslautern, Németország | Azerbajdzsán   | 2–1   | 5–1      | 2018-as labdarúgó-világbajnokság-selejtező |

## Sikerei, díjai

### Klubcsapatban
- Bayern München
  - Bundesliga: 2007–08, 2017–18
  - DFB-Pokal: 2007–08
  - DFB-Ligapokal: 2007
- Hertha BSC
  - Bundesliga 2: 2012–13

### Válogatottban
- Németország U21
  - U21-es labdarúgó-Európa-bajnokság: 2009
- Németország
  - Konföderációs kupa: 2017